# 姜景山
姜景山（：／ gang gyeong san，1936年2月8日—2021年6月27日），男，朝鲜族，吉林龙井人，中国微波遥感及航天应用工程科学家，中国工程院院士，国际欧亚科学院院士，中国科学院微波遥感技术重点实验室首席科学家、中国科学院国家空间科学中心学位委员会主席、国际空间科学委员会中国委员会委员。
姜景山是中国微波遥感和航天遥感技术的主要开创者和倡导者。1973年，他在中科院成立了中国最早的微波遥感实验室，并起草了中国首个微波遥感发展规划。他在中国卫星、载人航天、探月工程三大航天里程碑工程中做出了许多贡献，是载人航天和探月工程的主要组织者和领导者，微波探月首席科学家。

## 生平

### 出身与教育

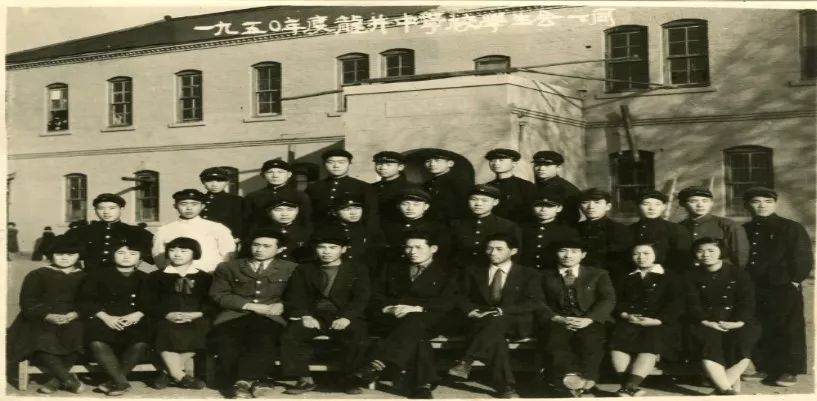
1950年龙井中学

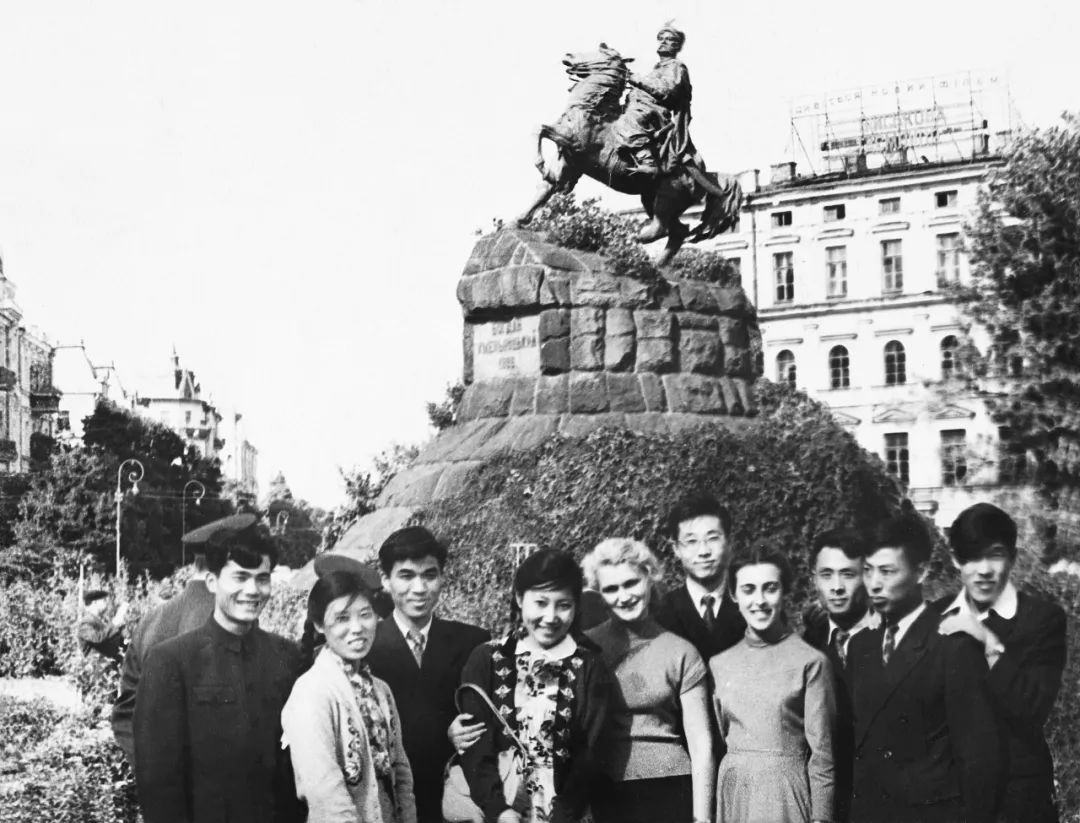
1957年姜景山（左三）在苏联列宁格勒乌里亚诺夫电工学院

姜景山1936年2月8日出生于滿洲國間島省延吉縣龙井（今吉林省延边朝鲜族自治州龙井市），1943年冬入龙井弘中小学，1945年迎来日本投降，1949年入龙井中学。1952年7月，姜景山以优异成绩中学毕业后，被保送到吉林高中，后又转考入北京大同中学（今北京市第二十四中学）。1955年高中毕业后，他被推荐参加当时中国派苏留学的全国统一考试，后被选为派苏留学生。经过一年的俄语培训后，他于1956年8月赴苏联列宁格勒乌里扬诺夫电工学院（今圣彼得堡国立电子科技大学）学习无线电技术。乌里扬诺夫电工学院是著名的无线电学府，学制5年半，首任校长为无线电之父亚历山大·波波夫。同年，姜景山加入中国共产党。

### 人造卫星
在姜景山留学期间，苏联于1957年10月4日成功发射了世界首颗人造卫星。从那时起，他就立志研制卫星。1958年，毛泽东提出中国也要搞人造卫星。1962年，姜景山学成回国后被分配到中国科学院581组（地球物理研究所）从事中国首颗人造地球卫星东方红一号的研制工作，是负责火箭定位科研组的工程组长。在1967年－1968年文化大革命期间，他曾被当作苏联和朝鲜特务劳动改造半年，后因他在卫星科研工作的重要性而被释放。1970年4月24日，东方红一号被成功发射太空。

### 微波遥感
东方红一号发射成功后，姜景山开始探索卫星在国民经济的应用。20世纪60年代中期，国际科学界出现的一种“遥感”（remote sensing）新技术吸引了他的注意。此后，他开始专研微波摄像，成为中国在这一尖端领域的首位科学家，出版了专著《微波摄像》及众多论文。1973年，姜景山在中科院成立了中国最早的微波遥感实验室，并起草了中国首个微波遥感发展规划。1979年，他在英国召开的欧洲微波会议上发表了微波摄像的论文。这是中国首次在国际会上发表微波遥感论文，摘要后被英国《Microwave System》杂志刊登。1981年－1983年間，姜景山在美国堪萨斯大学做访问学者，期间与微波遥感技术创始人R.K莫尔共同提出了“遥感地物微波介电性现场测量方法”的新原理。20世纪80年代中期开始，姜景山的科研团队先后承担了国家重点科技攻关、863计划、载人航天、探月计划，气象和海洋卫星等国家重点科研项目，填补了很多领域空白，部分成果领先世界。

#### 洪水监测
1984年，湖南省开始与中科院合作解决洞庭湖洪水检测问题。以往的洪水检测是通过小船人工测量，不仅危险而且数据不全面。姜景山于是提出了通过遥感技术监测洪水的方案。1985年－1986年间，该技术得以工程实现。此后，他又研发了第二代全天候准实时系统，将监测时间由几天缩短为几小时，得到中央领导高度赞赏，并被国家科委推荐到联合国。1989年，第三代真正全天候实时系统获得了国家科技进步一等奖。同年，姜景山提出了“机—星—地”实时传输系统的科研课题，得到政府大力支持，1991年被立项为国家攻关和863计划共同支持项目。经过5年多的攻关，该技术在八五期间验收，并在1994、1995和1996年的洪水监测中发挥了重要作用。1996年，“机—星—地”实时传输系统在国家863十周年总结中被定为八五科技攻关十大世界领先成果之一。

#### 载人航天与遥感
1970年，中国开启“曙光一号”载人航天的科研计划。姜景山参与了飛船遥控指令系统研制和卫星三合一测控系统方案的论证工作。不过，1973年曙光一号计划被叫停。1992年，中国重新开启了神舟飞船载人航天计划。为缩短中国与世界先进水平的距离，姜景山提出了跳过国外单一模态独立上星实验和多模态分散在星上工作的发展阶段，直接在飞船上装载多模态微波遥感器进行空间探测的科研模式。1986年, 多模态微波遥感器被立项为863计划项目。
2002年12月30日，经过多年攻关，姜景山科研团队研制的多模态微波遥感器由神舟四号飞船成功送入轨道。多模态微波遥感器首次进入太空，在轨实验获得成功，使中国跻身世界微波遥感先进国家行列。航天微波遥感实验的成功为中国的气象卫星、海洋卫星及其他微波遥感卫星的研制打下坚实基础。装有姜景山团队研制的微波探测设备的风云气象卫星被世界气象组织纳入全球业务应用气象卫星。2011年8月16日，中国首次发射以多模态微波遥感器为主要探测手段的海洋动力环境监测卫星“海洋二号”。

#### 探月工程与“微波月亮”
2004年，中国启动探月工程，姜景山被任命为工程副总设计师，负责用微波来探测月球。在此之前，人类只在地面上对月球进行过微波探测，分辨率很差而且只是月球正面。2007年，嫦娥一号升空后，使用姜景山团队的微波遥感仪对全月面进行了月面亮温、区域介电常数、月壤地貌、矿产等相应指标的探测。这是人类首次对月亮进行这样的探测。根据探测仪收集到的数据，姜景山团队绘制了世界首幅全月微波亮温图——“微波月亮”。“微波月亮”为月球和宇宙的科学研究提供了全新的数据资源，对月球科学、行星际科学及应用方面有着里程碑意义。姜景山因此多次应邀在国际会议上作报告，其科研成果后在《中国微波探月研究》一书中出版。

#### 逝世
2021年6月27日14时，因病医治无效，逝世于北京，享年85岁。

## 著作
- 《空间科学与应用》，科学出版社 2001， ISBN 9787030092540
- 《中国微波探月研究》，科学出版社   2011-02 ， ISBN 9787030302618

## 奖项与荣誉
- 中国工程院院士（1999年）[1]
- 国家863计划十五年有突出贡献先进个人（2000年）[3]
- 载人航天突出贡献奖（2004年）[3]
- 首届曾宪梓基金载人航天突出贡献奖（2005年）[3]
- 国家科技进步特等奖（2009年）[1]
- 奉献海洋终身奖[13]

## 家庭

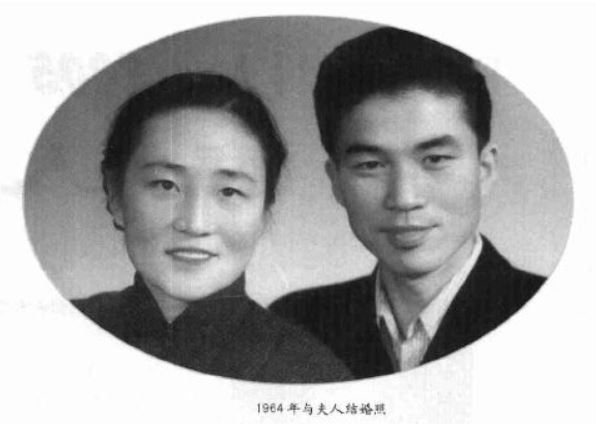
1964年姜景山与陈增辉结婚照

1964年，姜景山与云南昆明人陈增辉结婚。陈增辉1963年从北京医学院（今北京大学医学部）毕业后，留在北大医院工作，后与姜景山相识、结婚、生子，曾担任北大医院副院长8年。